# Кюпкьойски манастир
Кюпкьойският манастир „Свето Възнесение Господне“ (на гръцки: Ιερά Μονή Αγίας Αναλύψεως Πρώτης) е православен манастир, разположена край македонската паланка Кюпкьой (Проти), Гърция, част от Зъхненската и Неврокопска епархия.
Манастирът е разположен на няколко километра източно от Кюпкьой, на височина от 930 m в западната част на планината Кушница (Пангео). Споменава се в XVII век като метох на Кушнишкия манастир „Света Богородица Икосифиниса“. В средата на XX век манастирът е изоставен. Възстановен е в 1979 година като женски манастир.